# Europæisk Ungdom
 Der er for få eller ingen kildehenvisninger i denne artikel, hvilket er et problem. Du kan hjælpe ved at angive troværdige kilder til de påstande, som fremføres i artiklen.

Europæisk Ungdom, forkortet EUD (int.: JEF-Denmark), er en tværpolitisk ungdomsorganisation, som arbejder for at øge forståelsen af og interessen for Den Europæiske Union og europæisk samarbejde blandt unge i Danmark. Europæisk Ungdom udspringer fra "Ungdommens Europabevægelse", en undergruppering af Europabevægelsen der kan spores tilbage til 1957. Foreningen stiftes dog først officielt i 1973, under navnet Unge Europæiske Føderalister.  I 1995 blev foreningen i dens nuværende form lanceret, under navnet Europæisk Ungdom. Europæisk Ungdom er tilhængere af Europa og de europæiske institutioner, og tror grundlæggende på, at EU er midlet til at løse fælles problemstillinger. Foreningens europæiske paraplyorganisation er Young European Federalists (JEF).

## Formål og identifikation
Medlemmerne i Europæisk Ungdom opfatter sig ikke kun som danskere, men også som europæere. Udover at EU har været med til at skabe et fredeligt Europa, hvor landene nøjes med at kæmpe mod hinanden på fodboldbanen, giver EU Danmark en reel mulighed for at opnå indflydelse på emner, hvor Danmark ellers ikke ville have haft noget at skulle sige. Politisk spænder medlemmerne vidt på den politiske venstre-højre skala, ligesom både skeptiske EU-tilhængere og føderalister er repræsenteret. Fælles er dog, at alle tror på, at det europæiske samarbejde er nødvendigt for at kunne løse mange af nutidens globale problemer. Danmark står i dag uden for indflydelse på meget vigtige politikområder i EU, idet de fire EU-forbehold i høj grad spænder ben for Danmarks engagement i EU. Europæisk Ungdom ønsker forbeholdene til afstemning, så Danmark fuldt ud kan deltage i det Europæiske samarbejde. 
Europæisk Ungdom tror også på, at større viden om EU hos borgerne, vil betyde en større interesse og dermed et større engagement i det europæiske demokrati. Derfor arbejder organisation på at skabe en mere intensiv og ekstensiv debat om europæisk politik, så danske unge danner deres holdninger på et oplyst grundlag.

## Historie
I 1973 blev Danmark medlem af EF og her tog Europæisk Ungdom sin begyndelse.
Foreningen dannedes først under navnet Unge Europæiske Føderalister, og havde samme formål som i dag, nemlig at gøre Europa til en større del af unge danskeres bevidsthed, sådan at Danmark på længere sigt bliver en proaktiv og integreret del af det europæiske samarbejde.
Siden foreningen i 1995 blev kickstartet, har Europæisk Ungdom udviklet sig til at blive en politisk stærk og levedygtig forening med mange forskellige aktiviteter.

## Aktiviteter
Organisationen er drevet af unge, hvorfor organisationens aktiviteter bliver for størstedelens vedkommende til på basis af en ulønnet indsats fra medlemmernes side. Aktiviteterne spænder over alt fra kurser og debatarrangementer over studieture til en aktiv læserbrevsproduktion. Særligt studieturene er organisationen kendt for, hvor der mindst en gang årligt er studietur til Bruxelles, sommerlejr i Norge eller Danmark og teltplads på Folkemødet. 
Europæisk Ungdom er en selvstændig og uafhængig ungdomsorganisation og medlem af JEF Europe og DUF. Organisationen er associeret med den danske Europabevægelse og har kontor hos Europabevægelsen på Rosenørns Allé 35 1 th., 1970 Frederiksberg. 

## Organisation
Europæisk Ungdom ledes af Landsformanden 
Landsbestyrelsen er foreningens højeste myndighed mellem landsmøderne, og består af formandskabet, international sekretær, landskasserer, lokalformænd samt 3 menige bestyrelsesmedlemmer. 
Europæisk Ungdom har 8 lokalforeninger, hvor alle medlemmer fordeles i. Lokalforeningerne har egne bestyrelser og økonomi og står for medlemsarrangementerne, lokalsammenholdet og lokal hvervning.
De 8 lokalforeninger:
- Europæisk Ungdom Aalborg
- Europæisk Ungdom Aarhus
- Europæisk Ungdom Fyn
- Europæisk Ungdom København
- Europæisk Ungdom Sjælland
- Europæisk Ungdom Syd
- Europæisk Ungdom International
- Europæisk Ungdom Grenaa

## Landsformænd og næstformænd
| Årstal    | Formænd                                      | Næstformænd                                                                                 |
| --------- | -------------------------------------------- | ------------------------------------------------------------------------------------------- |
| 2024-2025 | Asmus Vilster                                | Rosa Borras                                                                                 |
| 2023-2024 | Jakob Wind                                   | Maja Gundesbøl Nielsen                                                                      |
| 2022-2023 | Jakob Wind                                   | Sofie Rebekka Schlüter Knauer                                                               |
| 2021-2022 | Tobias Marney                                | Ida Kold                                                                                    |
| 2020-2021 | Frederik Bast Phillip                        | Magnus Orstrand                                                                             |
| 2019-2020 | Andreas Høstgaard Poulsen (født 9. maj 1992) | Johan Thostrup, VP-P Annette Klaaborg, VP-O                                                 |
| 2018-2019 | Andreas Høstgaard Poulsen (født 9. maj 1992) | Johan Thostrup, VP-P Casper Pedersen, VP-O                                                  |
| 2017-2018 | Marcus Duch                                  | Niels Frederiksen, VP-P Casper Pedersen, VP-O (fra sep'17) Nadia Deis, VP-O (indtil sep'17) |
| 2016-2017 | Emil Drevsfeldt                              | Matache Narcis George, VP-P Nadia Deis, VP-O                                                |
| 2015-2016 | Emil Drevsfeldt                              | Stanislav Stanchev, VP-P Nadia Deis, VP-O                                                   |
| 2014-2015 | Henrik Magnusson                             | Kevin Broby Kristiansen, VP-P Tom Weinreich, VP-O                                           |
| 2013-2014 | Stanislav Stanchev                           | Peter Parbo, VP-P Kevin Broby Kristiansen, VP-O                                             |
| 2012-2013 | Nikolaj Borreschmidt (født 9. maj 1985)      | Peter Parbo, VP-P Rikke Johan, VP-O                                                         |
| 2011-2012 | Casper Waldemar Hald                         | Nikolaj Borreschmidt, VP-P Jakob Dorph Broager, VP-O                                        |
| 2010-2011 | Kristian Lund Kofoed                         | Maria Cecilie Krastrup, VP-P Jakob Dorph Broager, VP-O                                      |
| 2009-2010 | Mikkel Schøler                               | Kristian Lund Kofoed                                                                        |
| 2008-2009 | Laura Nyhuus Hansen                          |                                                                                             |
| 2006-2008 | Peter Lemmich                                | Pernille K. Pedersen                                                                        |
| 2005-2006 | Helene Odgaard Nielsen                       | Kasper Søgaard                                                                              |
| 2003-2005 | Jens-Kristian Lütken                         | Helene Odgaard Nielsen                                                                      |
| 2001-2002 | Peter Stenbjerre                             | Jan Kreutz                                                                                  |
| 1998-2001 | Martin H. Wolffbrandt                        | Tim Thøgersen ('95-'96)                                                                     |
| 1993-1996 | Martin Christiansen                          |                                                                                             |
| 1982-1985 | Gunnar Hattesen                              |                                                                                             |
| 1980-1981 | Rasmus Nielsen                               |                                                                                             |
| 1977-1980 | Gunver Birgitte Nielsen                      |                                                                                             |

*Listen over formænd og næstformænd er ikke komplet.